# Сан-Марино на «Евровидении-2014»
Сан-Марино принимает участие в конкурсе песни «Евровидение 2014» в Копенгагене, Дания. Представитель и песня были выбраны путём внутреннего отбора, организованным Сан-Маринским национальным вещателем «SMTV».

## Внутренний отбор
19 июня 2013 года, телевещатель Сан-Марино «SMTV» официально подтвердила, что она заключила контракт с Валентиной Монеттой которая будет представлять свою страну в третий год подряд. Валентина Монетта уже ранее представляла Сан-Марино на «Евровидение» в 2012 году с песней «The Social Network Song» и в 2013 году с песней «Crisalide (Vola)», но обе песни не смогли пройти в финал в обоих случаях.

## На Евровидении
Представитель Сан-Марино, Валентина Монетта, на конкурсе выступала во второй половине первого полуфинала, который прошел 6 мая 2014 года в Копенгагене, и прошла в финал.

### Голоса от Сан-Марино
| 12 очков | Нидерланды  |
| 10 очков | Армения     |
| 8 очков  | Венгрия     |
| 7 очков  | Исландия    |
| 6 очков  | Азербайджан |
| 5 очков  | Албания     |
| 4 очка   | Украина     |
| 3 очка   | Швеция      |
| 2 очка   | Латвия      |
| 1 очко   | Бельгия     |

| 12 очков | Азербайджан    |
| 10 очков | Швеция         |
| 8 очков  | Исландия       |
| 7 очков  | Венгрия        |
| 6 очков  | Армения        |
| 5 очков  | Великобритания |
| 4 очка   | Мальта         |
| 3 очка   | Финляндия      |
| 2 очка   | Нидерланды     |
| 1 очко   | Дания          |